# 효고 현립 미술관

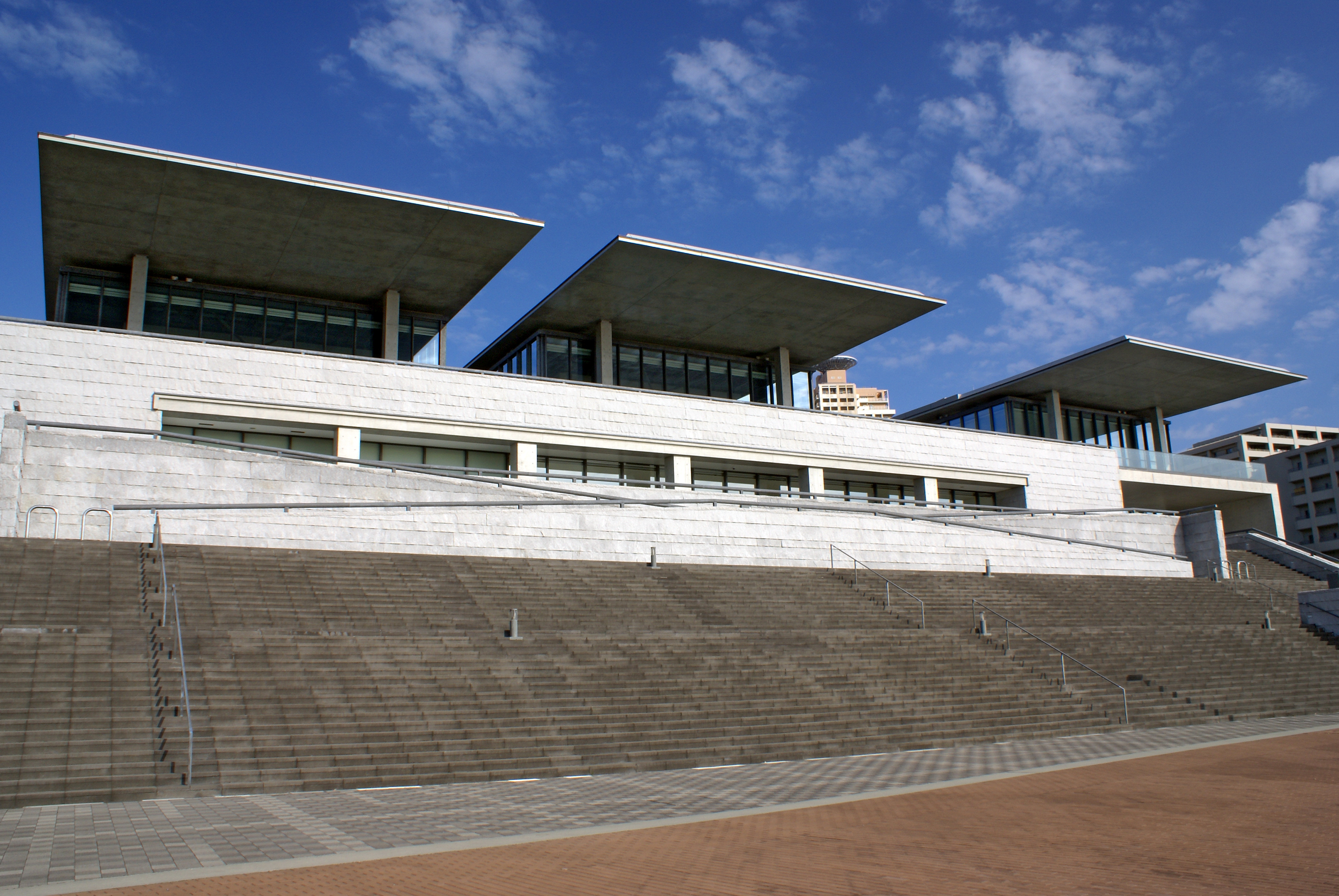
효고 현립 미술관

효고 현립 미술관(일본어: 兵庫県立美術館)은 2002년에 개관한 효고현 고베시 HAT 고베에 있는 미술관이다. 애칭은 예술의 관(일본어: 芸術の館)이다.